# Port Talbot
Port Talbot (/ˌpɔːrt ˈtɔːlbət/, en UK /pɔːr-, pə-, -ˈtælbət, -ˈtɒlbət/) es una ciudad portuaria del sur de Gales, situada en el municipio condal de Neath-Port Talbot.
Anteriormente la región era productora de hulla. Cuenta con acerías y otras plantas metalúrgicas.
- Datos: Q1072019
- Multimedia: Port Talbot / Q1072019